# Hüls
Hüls es el distrito urbano más septentrional de Krefeld, ubicado en la región de Düsseldorf, en el Estado federado de Renania del Norte-Westfalia. Antiguamente, fue un municipio independiente, pero desde 1970 forma parte de la ciudad de Krefeld. El nombre "Hüls" es una derivación de la palabra "Hulis", procedente del bajo alemán y que significa acebo. 

## Historia
Se han encontrado hallazgos aislados de artefactos de piedra del Neolítico (5500 - 2000 a. C.) que muestran las primeras actividades humanas en el ámbito de Hüls. De la Edad del Hierro (750-15 a. C.) quedan pocos vestigios. Así, cerca del Botzweg se encontraron cremaciones. En el Hülser Berg, se halló un castro de esta época.
De la época romana, se han encontrado una villa rústica y un cementerio, cubiertos de fragmentos de ladrillos, que datan de los siglos II y III. 
Solía ser un centro productor de terciopelo y damasco.